# Hohnstädter SV
Der Hohnstädter SV ist ein Sportverein aus dem Grimmaschen Stadtteil Hohnstädt. Der Verein geht zurück auf die BSG Aufbau Hohnstädt, welche 1946 in der damals noch eigenständigen Gemeinde Hohnstädt gegründet wurde. Bekanntheit erlangte der Verein durch seine Frauen-Volleyballmannschaft, welche zwischen 1998 und 2004 in der 2. Bundesliga spielte. Aktuell hat der Verein fünf Abteilungen.

## Geschichte Frauenvolleyball
| Spielzeit | Staffel   | Platz | Punkte | Sätze |
| --------- | --------- | ----- | ------ | ----- |
| 1998/99   | 2. BL Süd | 4.    | 28:16  | 48:30 |
| 1999/00   | 2. BL Süd | 2.    | 26:10  | 43:27 |
| 2000/01   | 2. BL Süd | 3.    | 28:12  | 47:30 |
| 2001/02   | 2. BL Süd | 2.    | 38:06  | 60:22 |
| 2002/03   | 2. BL Süd | 3.    | 34:14  | 58:32 |
| 2003/04   | 2. BL Süd | 2.    | 38:10  | 65:30 |

In der Saison 1997/98 schaffte die Mannschaft des Hohnstädter SV den Aufstieg aus der Regionalliga in die 2. Bundesliga und wurde in die Südstaffel der Liga einsortiert. Gleich in ihrer ersten Zweitliga-Saison konnte der Hohnstädter SV mit dem vierten Platz einen großen Erfolg feiern. Diese Leistung konnte die Mannschaft in der darauffolgenden Saison bestätigen und sicherte sich hinter der Mannschaft vom VF Bayern Lohhof die Vizemeisterschaft in der 2. Bundesliga Süd. In der Saison 2000/01 beendete die Mannschaft aus dem Grimmaer Stadtteil Hohnstädt die Saison auf dem dritten Platz hinter den Mannschaften der Roten Raben Vilsbiburg und der DJK Augsburg-Harlekin.
Ab der Saison 2001/02 trat die Volleyballmannschaft unter den Namen „HSV Grimma Sachsen“ an und konnte unter diesen Namen gleich in der ersten Saison erneut die Vizemeisterschaft in der 2. Bundesliga Süd feiern. Hinter dem VC Harlekin Augsburg verpasste die Mannschaft die Meisterschaft nur um vier Punkte. In der darauffolgenden Saison erreichte die Mannschaft vom Hohnstädter SV hinter den Lokalrivalen VfB Suhl und TuS Braugold Erfurt den dritten Platz. Die Saison 2003/04 stellte einen Wendepunkt im Grimmaer Frauenvolleyball da. Während der Saison wurde im Jahr 2004 der VC Muldental Grimma gegründet und die Frauen-Volleyballabteilung wechselte geschlossen zum neuen Verein. Durch diesen Wechsel sollte den anderen Abteilungen des Hohnstädter SV das finanzielle Risiko genommen werden. Die Saison beendete die Mannschaft hinter dem 1. VC Wiesbaden mit dem Vizemeistertitel in der 2. Bundesliga Süd.

### Erfolge
- 1998: Aufstieg in die 2. Bundesliga
- 2000: Vizemeisterschaft in der 2. Bundesliga Süd
- 2002: Vizemeisterschaft in der 2. Bundesliga Süd
- 2004: Vizemeisterschaft in der 2. Bundesliga Süd

## Aktuelle Abteilungen
- Boxen
- Fußball
- Gymnastik
- Kegeln
- Volleyball